# George Ganea
George Ganea, né le 26 mai 1999 à Bucarest en Roumanie, est un footballeur roumain qui évolue au poste d'attaquant au Újpest FC.

## Biographie

### Débuts professionnels
Passé notamment par l'Universitatea Cluj et le Dinamo Bucarest, George Ganea rejoint ensuite le Rapid Bucarest, où il fait ses débuts en professionnel.
Il poursuit ensuite sa formation en Italie, au Virtus Entella puis à l'AS Rome.
En 2018, il rejoint le CFR Cluj, où il ne fait qu'une seule et unique apparition avec l'équipe première, le 26 septembre 2018 contre l'AFC Chindia Târgoviște en coupe de Roumanie. Son équipe s'impose par un but à zéro.

### Viitrolul Constanta
George Ganea rejoint le Viitorul Constanța en février 2019. Il joue son premier match sous ses nouvelles couleurs le 1er avril 2019, lors d'un match nul (0-0) face au Sepsi Sfântu Gheorghe. Il inscrit ses deux premiers buts dès son deuxième match, le 8 avril suivant, face à l'Astra Giurgiu, contribuant à la victoire de son équipe sur le score de quatre buts à un.
En septembre 2020, il prolonge son contrat avec le Viitorul Constanta jusqu'en 2024.

### FCU Craiova
Le 17 août 2022, George Ganea s'engage en faveur du FCU Craiova. Il signe un contrat de deux ans plus deux années supplémentaires en option.

### Újpest FC
Le 21 juillet 2023, George Ganea rejoint la Hongrie afin de s'engager en faveur du Újpest FC.

### En sélection
Avec les moins de 16 ans, il inscrit deux buts lors de matchs amicaux, contre la Russie et la Norvège.
Le 10 septembre 2019, George Ganea fête sa première sélection avec l'équipe de Roumanie espoirs face au Danemark. Il entre en jeu à la place d'Adrian Petre, et les Roumains s'inclinent sur le score de deux buts à un. Il inscrit son premier but avec les espoirs le 13 octobre 2020 contre Malte. Il est titulaire et son équipe s'impose par quatre buts à un ce jour-là.

## Vie personnelle
George Ganea est le fils de Ioan Viorel Ganea, ancien footballeur international roumain.

## Palmarès
Viitorul Constanța
- Coupe de Roumanie (1) :
  - Vainqueur : 2018-2019.
- Supercoupe de Roumanie (1) :
  - Vainqueur : 2019.